# ألان رادكليف-سميث
ألان رادكليف-سميث (1938-2007) (بالإنجليزية: Alan Radcliffe-Smith)‏ هو عالم نبات بريطاني.